# 并木月海
并木月海（日语：／ Namiki Tsukimi，1998年9月17日—），生于千叶县，日本女子拳击运动员。她曾代表日本参加2020年夏季奥林匹克运动会拳击比赛，获得女子51公斤级铜牌。